# Lautengrund
Lautengrund ist eine Wüstung auf dem Gemeindegebiet des Marktes Presseck im Landkreis Kulmbach (Oberfranken, Bayern).

## Geografie
Die Einöde mit eigener Hausnummer lag auf einer Höhe von 584 m ü. NHN am Lautengrundbach, einem rechten Zufluss des Schlackenmühlbachs. Presseck liegt einen halben Kilometer nordwestlich.

## Geschichte
Gegen Ende des 18. Jahrhunderts bestand Lautengrund aus einem Anwesen. Das Hochgericht sowie die Grundherrschaft über den Hof übte die Herrschaft Wildenstein aus.
Mit dem Gemeindeedikt wurde Lautengrund dem 1808 gebildeten Steuerdistrikt Presseck und der im selben Jahr gebildeten Ruralgemeinde Presseck zugewiesen. Nach 1888 wurde der Ort in den amtlichen Ortsverzeichnissen nicht mehr aufgelistet. In den topographischen Karten finden sich ebenfalls keine Einträge. 

### Einwohnerentwicklung
| Jahr        | 001861 | 001871 | 001885 |
| Einwohner   | 9      | 11     | 5      |
| Wohngebäude |        |        | 1      |
| Quelle      | [ 4 ]  | [ 5 ]  | [ 6 ]  |

## Religion
Lautengrund war evangelisch-lutherisch geprägt und nach Heilige Dreifaltigkeit (Presseck) gepfarrt.